# Nuevo Faisán, Veracruz
Nuevo Faisán är en ort i Mexiko.   Den ligger i kommunen San Rafael och delstaten Veracruz, i den sydöstra delen av landet, 240 km öster om huvudstaden Mexico City. Nuevo Faisán ligger 56 meter över havet och antalet invånare är 289.
Terrängen runt Nuevo Faisán är platt, och sluttar österut. Runt Nuevo Faisán är det ganska tätbefolkat, med 230 invånare per kvadratkilometer. Närmaste större samhälle är Martínez de la Torre, 14,3 km sydväst om Nuevo Faisán. Omgivningarna runt Nuevo Faisán är en mosaik av jordbruksmark och naturlig växtlighet.